# São Francisco do Sul
São Francisco do Sul é um município brasileiro do estado de Santa Catarina.
Localiza-se à latitude 26°14'36" sul e à longitude 48°38'17" oeste, estando à altitude de 9 metros. Sua população aferida pelo IBGE no censo demográfico em 2010 era de 42 520 habitantes e a população estimada para 1.º de julho de 2021 era de 54 751 habitantes. Sua área é de 493,266 km².
A sede do município está localizada na margens da baía da Babitonga, ao norte da ilha de São Francisco a uma distância de 14 km da entrada da barra.

## História
São Francisco do Sul é a cidade mais antiga de Santa Catarina.
Foi habitada por povos originários como os kaigangs e os guaranis um milênio antes da chegada dos europeus, ocorrida a partir do século XVI d.C.
Colonizada por portugueses (sobretudo açorianos) e espanhóis, sua conquista europeia, segundo alguns historiadores, data de 4 de janeiro de 1504 através da expedição de Binot Paulmier de Gonneville. Sua primeira ocupação europeia, foi feita temporariamente por espanhóis por volta de 1553.
Nesse tempo, também era ocupada por povos afro, que foram trazidos na condição de escravizados pelos europeus.[carece de fontes?]
São recentes os estudos que estão documentando os povos pré-cabralinos e pré-germânicos que habitavam a região da baía da Babitonga.[carece de fontes?]
Em 1640, Gabriel de Lara, "Alcaide mór, Capitão mór, Povoador da Vila de Nossa Senhora do Rosário da Capitania de Paranaguá", com portugueses e vicentistas, procedentes de Paranaguá, fundou a 3 de dezembro de 1641 a Vila de Nossa Senhora da Graça do Rio São Francisco.[carece de fontes?]
Em 1658, Manuel Lourenço de Andrade, acompanhado por casais portugueses e paulistas chegou a São Francisco.

### A chegada dos primeiros europeus
A história documentada da viagem (Campagne du navire l´Espoir de Honfleur 1503-1505. Relation authentique du voyage du capitaine de Gonneville ès Nouvelles Terres des Indes) relata que em 24 de Junho de 1503, partiu do porto de Honfleur, França, a expedição de Binot Paulmier de Gonneville, a bordo do veleiro L'Espoir. Cerca de seis meses após sua partida da França, e, 4 de janeiro de 1504, a expedição descobriu uma grande terra, que devido a vento terral contrário, só puderam aportar na tarde do dia seguinte. Segundo o pesquisador Oswaldo Rodrigues Cabral, em sua obra "História de Santa Catarina", a terra era descrita como fertilíssimo, abundante em animais, aves, peixes e árvores, e povoada por índios carijós, que "procuravam apenas passar a vida alegre, sem grande trabalho, vivendo da caça e da pesca, e do produto espontâneo da terra, e de alguns legumes e raízes que plantavam" e conforme as coordenadas geográficas do mesmo relato da viagem, tratava-se do local onde hoje é São Francisco do Sul.[carece de fontes?]
Carlos da Costa Pereira, em seu livro História de São Francisco do Sul, nos diz que essa nação indígena era amistosa, e tinha por essa época como chefe o cacique Arosca. O capitão Binot Paulmier de Gonneville, antes de regressar à França, ergueu uma enorme cruz de madeira, com mais ou menos 35 pés, em uma colina com vista para o mar, em uma bela cerimônia no dia da Páscoa de 1504. A cruz foi carregada pelo capitão e pelos seus principais auxiliares no comando do navio, com a ajuda do chefe Arosca e outros índios importantes da tribo. Após a cerimônia foram distribuídos vários presentes aos índios, que foram avisados por meio de sinais de que deveriam preservar aquela cruz, onde se encontravam gravados os nomes do papa Alexandre VI, do rei Luís XII, do Almirante da França Louis Mallet de Graville, do Capitão Binot Paulmier de Gonneville e de todos os outros tripulantes do navio. Do outro lado da cruz foram gravadas as seguintes palavras: Hic Sacra Palmarivs Posvit Gonivilla Binotvs; Grex Socivs Pariter, Nevstraque Progenies - que significa: Aqui Binot Paulmier de Gonneville plantou esse objeto sagrado, associando em paridade a tribo com a linhagem normanda.[carece de fontes?]
Gonneville retornando à França em 3 de julho de 1504, levou consigo um dos filhos de Arosca, Essomeric (Essomeric é provavelmente uma corruptela de Iça-Mirim, chefe pequeno), com a promessa de educá-lo no manejo de armas e fazê-lo voltar à sua terra natal após 20 luas. Outro índio, Namoa, morreu em alto-mar, vítima de escorbuto, segundo os relatos de viagem do próprio Gonneville.

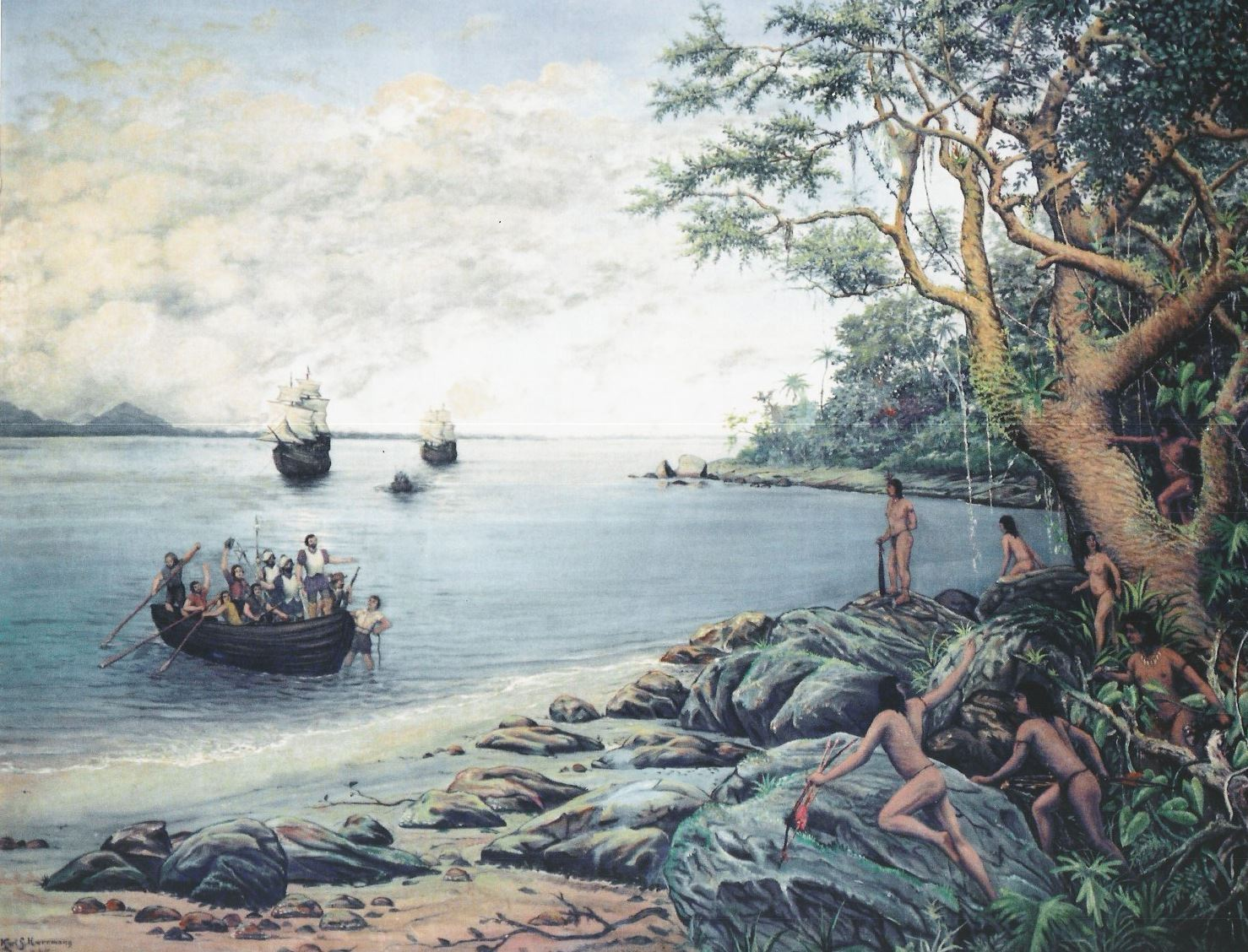
Chegada dos navegadores franceses

### A colonização europeia

#### Manuel Lourenço de Andrade

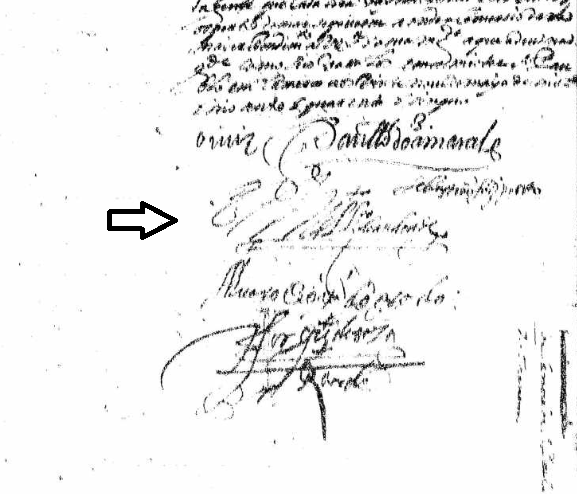
Assinatura do Capitão Manuel Lourenço de Andrade em documento histórico

No início do século XVII, Portugal, já liberta do jugo espanhol, interessa-se pela colonização do sul do Brasil. Conforme as pesquisas de Andréa de Oliveira, em seu livro Nossa Ilha, nessa época, partem para São Francisco bandeirantes, sertanistas da Capitania de São Vicente, que, além de escravos indígenas e do ouro, procuram terras para construir e plantar. Manuel Lourenço de Andrade foi Vereador na Vila de São Paulo dos Campos de Piratininga e possuía uma sesmaria nas proximidades da atual capital paulista .  Assim, em 1658, Manuel Lourenço de Andrade, natural de Lamego, filho de Manuel Lourenço, chega a São Francisco do Sul, trazendo em sua companhia sua esposa Maria Branca Conqueiro (filha do Capitão-Mor da Capitania de São Vicente Gaspar Conqueiro) e filhos, seu genro, Luís Rodrigues Cavalinho, grande número de agregados e escravos, gado, instrumentos agrícolas e ferramentas para a exploração de minas. Como os demais colonizadores, Andrade era cheio de audácia e intrepidez, de uma perfeita integridade moral e possuía as melhores qualidades de caráter. Manuel Lourenço de Andrade fundou definitivamente a povoação, que mais tarde viria a tornar-se vila florescente, e por fim, em cidade progressista. O casal Manuel e Maria Branca deixaram extensa descendência nos Estados do Rio Grande do Sul e Santa Catarina.

## Lixo Marinho
A baía da Babitonga é importante para a ecologia e economia local em São Francisco do Sul. Na qual abrange diversas espécies de peixes, seres bentônicos e até cetáceos. Entre os cetáceos, destaca-se a toninha (nome científico: Pontoporia blainvillei) um odontoceto que habita a baía da Babitonga e que é monitorada com Campanha de Fotoidentificação realizada pelo Projeto Toninhas do Brasil. Essa espécie enfrenta diversas ameaças, como a destruição de seu habitat e a poluição constante das águas.[carece de fontes?]
A avaliação do lixo marinho nas praias de São Francisco do Sul tem se tornado um tema relevante, demandando estudos mais amplos e debates aprofundados. Por ser uma cidade histórica e turística que recebe milhares de visitantes anualmente, o impacto do turismo e da poluição é significativo. Em um estudo realizado nas praias do Capri e do Forte, constatou-se a presença de resíduos como plástico (50%), vidro (19%) e borracha (15%), coletados ao longo de um ano, com campanhas realizadas em cada estação do ano.

## Transportes

### O Porto de São Francisco do Sul
O Porto de São Francisco do Sul, especializado em transporte de granéis, também é usado para transporte de madeira e bobinas metálicas. É um importante escoador da produção agrícola do Sul e Centro-Oeste do Brasil, sendo responsável por perto de 10% do escoamento internacional (exportação) de soja e milho do país. É administrado por uma autarquia estadual, a Administração do Porto de São Francisco do Sul (APSFS). Localizado na Ilha de São Francisco do Sul, litoral norte, a 45 km de Joinville, 60 km de Jaraguá do Sul, 160 km de Blumenau e 200 km de Florianópolis. Por ele passaram, no ano 2010, 9.618.055 de toneladas de carga com 726 navios.

## Administração
Anualmente, no dia 11 de agosto (dia correspondente à criação da capitania de Santa Catarina em 1738), a sede do poder executivo do estado de Santa Catarina é simbolicamente transferida de Florianópolis para São Francisco do Sul por um período de 24 horas. Isso está previsto na lei 15.109/10, que determina que nesse dia a sede administrativa seja transferida para a cidade mais antiga do estado, ou seja, São Francisco do Sul, que é também a terceira cidade mais antiga do Brasil.

## Cultura

### Lendas
A seguir algumas das lendas que compõem o folclore do município de São Francisco do Sul:

#### A lenda da carroça sem cavalo
Nas noites de inverno, quando o frio nevoeiro que vinha do mar descia sobre a cidade, as pessoas que moravam em uma certa rua de São Francisco, denominada hoje Rua Dez, eram acordadas nas altas horas da madrugada, com o barulho de uma inconveniente carroça.[carece de fontes?]
Essa carroça se locomovia de forma tão lenta, que os moradores, já irritados, levantavam-se de suas camas para verificar o que estava acontecendo. Quando abriam as janelas de suas casas para espiar quem era o responsável por tamanho incômodo, tinham um tremendo susto. A carroça não tinha cavalo! Dentro da carroça, panelas velhas, baldes amassados, chaleiras e bules, alguns pendurados no lado de fora da carroça, eram os responsáveis pelo tremendo barulho. As pessoas escondiam-se em suas casas, assombradas com tamanha manifestação do outro mundo, esperando que a carroça e o barulho desaparecesse lá longe.[carece de fontes?]

#### Cidade-irmã
- Honfleur, França[carece de fontes?]
- São Roque do Pico, Portugal[15]